# Chłopiec na delfinie
Chłopiec na delfinie (ang. Boy on a Dolphin) – amerykański film przygodowy z 1957 roku w reżyserii Jeana Negulesco.

## Obsada
- Alan Ladd jako doktor James Calder
- Clifton Webb jako Victor Parmalee
- Sophia Loren jako Phaedra
- Alexis Minotis jako Miltiades Nadapoulos, agent greckiego rządu
- Jorge Mistral jako Rhif
- Laurence Naismith jako doktor Hawkins
- Piero Giagnoni jako Niko
- Gertrude Flynn jako panna Dill

## Nagrody i nominacje
| Nazwa nagrody | Wygrane            | Nominacje                             |
| Oscar         | 1958 bez rezultatu | 1958 Najlepsza muzyka Hugo Friedhofer |